# Mookie Betts
Pour les articles homonymes, voir Betts.
Markus Lynn « Mookie » Betts (né le 7 octobre 1992 à Brentwood, Tennessee, États-Unis) est un joueur de champ extérieur des Dodgers de Los Angeles de la Ligue majeure de baseball.

## Carrière

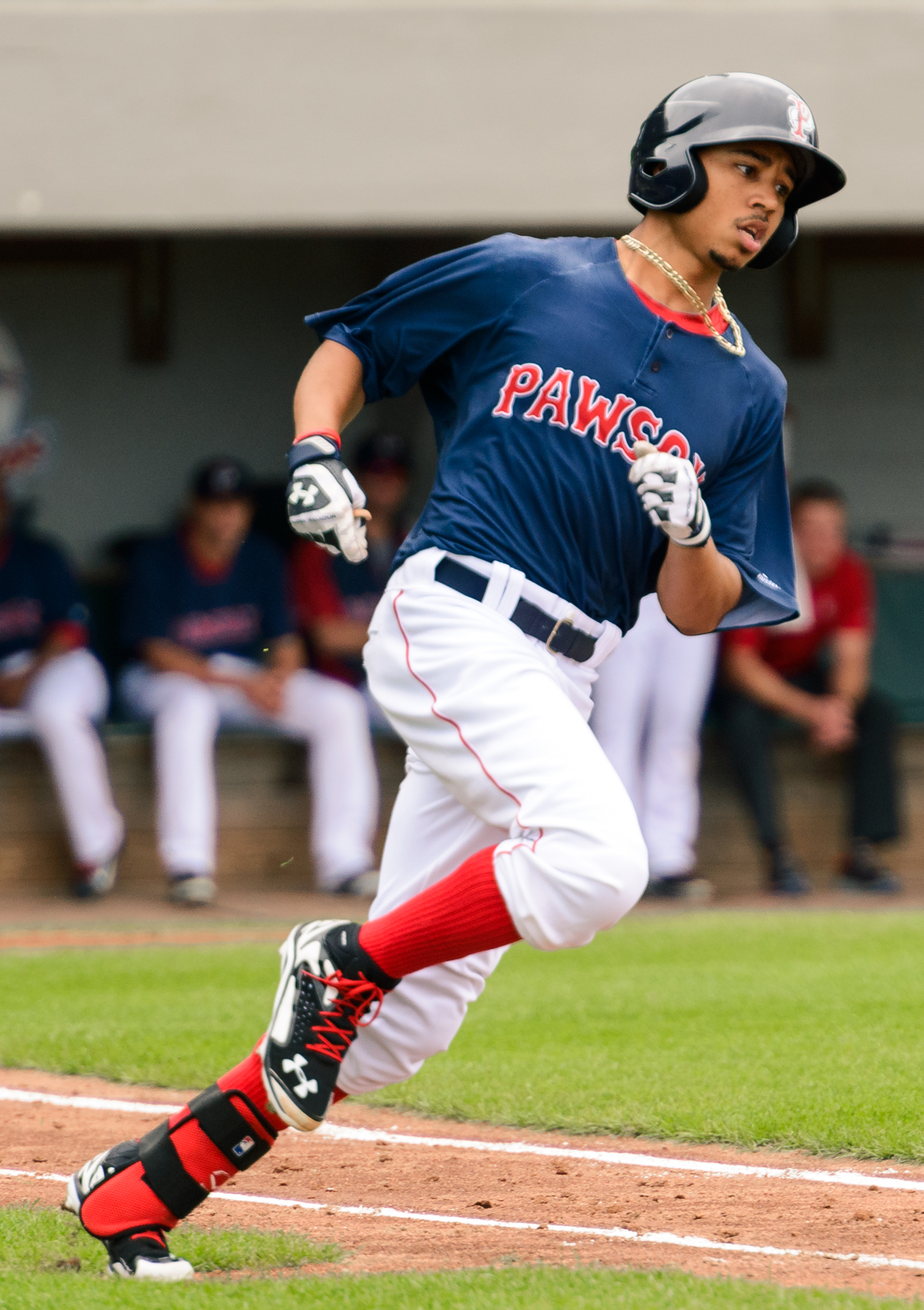
Mookie Betts le 20 juillet 2014 en ligues mineures avec les Red Sox de Pawtucket.

Mookie Betts est repêché par les Red Sox de Boston au 5e tour de sélection en 2011. Encore étudiant à l'école secondaire, Betts s'était déjà engagé avec les Volunteers de l'université du Tennessee, après avoir repoussé des offres de Vanderbilt, de Mississippi State et de l'université d'Alabama à Birmingham. Il passe bien près de ne pas signer avec les Red Sox, mais accepte finalement leur offre avant l'heure limite.
Au début 2014, Betts apparaît pour la première fois sur la liste annuelle des 100 meilleurs joueurs d'avenir dressée par Baseball America, qui le classe en 75e position. À l'été 2013, les Red Sox accordent un contrat à long terme au joueur de deuxième but étoile Dustin Pedroia, liant leur vedette à l'équipe jusqu'en 2021. Des questions se posent alors quant à l'avenir de Mookie Betts, également joueur de deuxième but. Xander Bogaerts, un jeune joueur prometteur, alternant déjà depuis la fin de l'année précédente entre les positions de joueur de troisième but et d'arrêt-court, les Red Sox envisagent de convertir Betts en voltigeur, possiblement au poste de champ centre. À partir de 2014, Betts commence effectivement à patrouiller le champ extérieur dans les ligues mineures.

### Saison 2014
Mookie Betts fait ses débuts dans le baseball majeur avec les Red Sox de Boston le 29 juin 2014. À ce premier match, il récolte un coup sûr, un but-sur-balles et un point marqué. Ce premier coup sûr est réussi aux dépens du lanceur Chase Whitley, des Yankees de New York.
Il maintient une moyenne au bâton de ,291 en 52 matchs et frappe 5 circuits pour Boston en 2014.

### Saison 2015

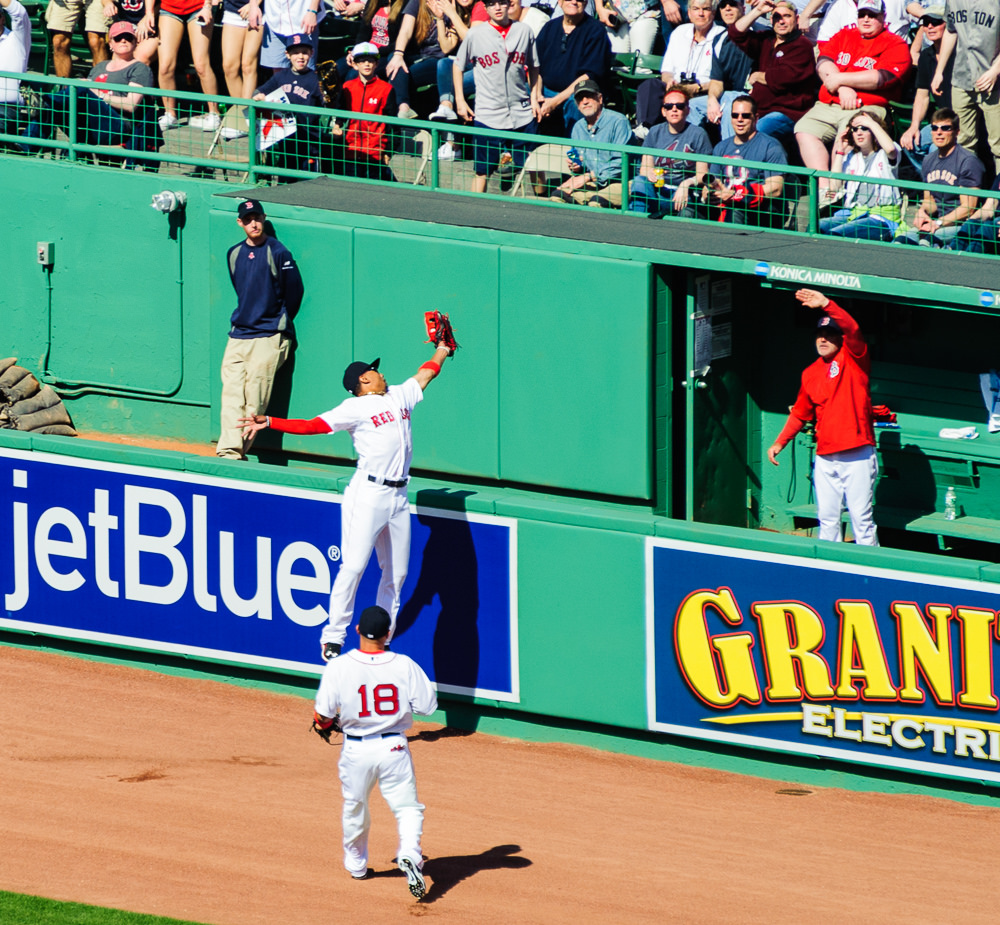
Mookie Betts fait un attrapé spectaculaire pour priver Bryce Harper (hors-champ) d'un circuit le 13 avril 2015.

Malgré seulement 52 matchs joués en 2014, ce qui représente moins du tiers d'une saison, Betts est considéré comme une recrue cette année-là. Il n'est donc pas éligible au prix de la recrue de l'année en 2015, pour lequel il aurait été un candidat de choix. En effet, en 145 matchs joués pour Boston à sa deuxième saison - mais première entièrement passée avec les Red Sox - Betts frappe 174 coups sûrs dont 18 circuits, compile 21 buts volés et 77 points produits, et affiche une moyenne au bâton de ,291. Il reçoit une poignée de votes au titre de joueur par excellence de la Ligue américaine, terminant 19e du scrutin.
Il joue au champ centre des Red Sox en 2015.

### Saison 2016
En 2016, Betts mène le baseball majeur pour le total de buts (359). Dans les majeures, il est aussi 2e pour les coups sûrs (214), 2e pour les points marqués (122), 5e pour les points produits (113) et 7e pour la moyenne au bâton (,318). En 158 matchs joués, il frappe 31 circuits et vole 26 buts en seulement 30 essais. C'est aussi le joueur des majeures qui compte cette saison-là le plus de présences officielles au bâton (672).
Il est invité à son premier match d'étoiles à la mi-saison et nommé meilleur joueur du mois de juillet dans la Ligue américaine.
Betts reçoit pour la première fois un Gant doré et un Bâton d'argent au terme de la saison, soulignant respectivement ses qualités défensives et offensives. Après une saison 2015 au champ centre, il évolue toute l'année 2016 au champ droit et, en plus du Gant doré, gagne le prix Fielding Bible comme meilleur joueur défensif des majeures dans le champ droit.
Mookie Betts termine 2e du vote désignant le joueur par excellence de la Ligue américaine en 2016, derrière le lauréat Mike Trout.

### Saison 2020
Le 22 juillet 2020, Mookie Betts signe pour 12 ans et 365 millions de dollars aux Dodgers de Los Angeles. Ce contrat est le deuxième plus gros de l'histoire du baseball derrière celui de Mike Trout.

## Vie personnelle
Markus Betts doit son surnom Mookie au joueur de basket-ball Mookie Blaylock, que ses parents admiraient et regardaient évoluer dans la NBA peu de temps après la naissance de leur fils.
En plus du baseball, Mookie Betts excellait au basket-ball à l'école secondaire. Il est de plus un excellent joueur de bowling, sport qu'il pratiquait avec ses parents depuis l'enfance, et a même été nommé meilleur quilleur junior du Tennessee en 2010, après une partie où son score s'élève à 290.